# La niebla (película de 1980)
The Fog (conocida como La niebla en español) es una película de terror estadounidense de 1980 dirigida por John Carpenter, que también coescribió el guion y compuso la banda sonora de la película. Protagonizada por Adrienne Barbeau, Jamie Lee Curtis, Tom Atkins, Janet Leigh y Hal Holbrook, cuenta la historia de una misteriosa niebla que se aproxima a una pequeña localidad de California, trayendo con ella los fantasmas de unos marineros sedientos de venganza. 
La niebla fue la siguiente producción cinematográfica de Carpenter después del éxito obtenido por la película  La noche de Halloween (1978), protagonizada también por Jamie Lee Curtis. Aunque inicialmente obtuvo reseñas diversas, ha logrado convertirse en una película de culto con el paso del tiempo. En 2005 se realizó un remake de la cinta dirigida por Rupert Wainwright calificado por la revista Fotogramas como "uno de los 10 peores remakes de todos los tiempos".

## Sinopsis
La acción transcurre en la localidad californiana de Antonio Bay, cuya fundación se relaciona con un secreto oscuro del pasado. En aquel entonces, los primeros colonos atrajeron deliberadamente al arrecife a un barco valiéndose de un fanal para impedir que se abriera allí un lazareto. Un acomodado leproso había comprado con oro los terrenos donde se habría construido el lazareto. Ese leproso y sus compañeros de infortunio viajaban a bordo del barco, terminando ahogados. Después del naufragio los seis conspiradores que urdieron el plan fundaron Antonio Bay valiéndose del oro de los leprosos y utilizaron una parte de él para alzar una cruz en el altar de la iglesia.
Ahora el pueblo se dispone a conmemorar que hace cien años que aquellos seis colonos fundaron Antonio Bay. La noche anterior a la celebración, el padre Malone encuentra en la iglesia el diario de su abuelo, párroco también y uno de los conspiradores, enterándose así de la verdadera historia de la fundación. Esa misma noche, la locutora de la emisora local, Stevie Wayne, que está emitiendo en el faro de Spyvey Point, ve un gran banco de niebla radiante acercándose a la bahía. Advierte a los barcos de pesca, pero uno de ellos no tarda en quedar envuelto por la niebla. Sus tres tripulantes han visto la propagación de la niebla, y desde la cubierta superior ven aproximarse un barco fantasma. Entonces los espíritus vengativos de los ahogados surgen de aquella niebla y asesinan uno a uno a los tres pescadores. A la mañana siguiente Elizabeth Solley y Nick Castle, que se han conocido la noche anterior, van en busca de los pescadores que habían quedado con Nick. Se hacen a la mar y encuentran uno de los cadáveres en el barco. Después, en el hospital, el pescador muerto despierta y ataca a Solley con una jeringa. Ella puede escapar y su atacante vuelve a sumirse en la muerte. 
Durante la celebración del aniversario, que culmina con la alcaldesa destapando un monumento a los primeros colonos, la niebla sale del mar para extenderse por todo el pueblo y las criaturas matan a otras dos personas. Stevie ve el banco de niebla desde el faro y advierte a los habitantes del pueblo. Al darse cuenta de que su hijo corre peligro en casa, suplica a sus oyentes que vayan a salvarlo. Un grupo de sobrevivientes, entre los que figuran Elizabeth y Nick, que han conseguido salvar al hijo de Stevie, corren a la iglesia. Los otros refugiados son la alcaldesa y su ayudante. Cuando los espíritus llegan a la iglesia, el padre Malone les da la cruz de oro, ante lo que los espíritus retroceden y la niebla desaparece. Después de que el padre se queda solo en iglesia, la niebla vuelve a aparecer. El espíritu del leproso, a quien aquel engaño del pasado arrebató su oro y su vida, mata de un mandoble al padre Malone.

## Reparto

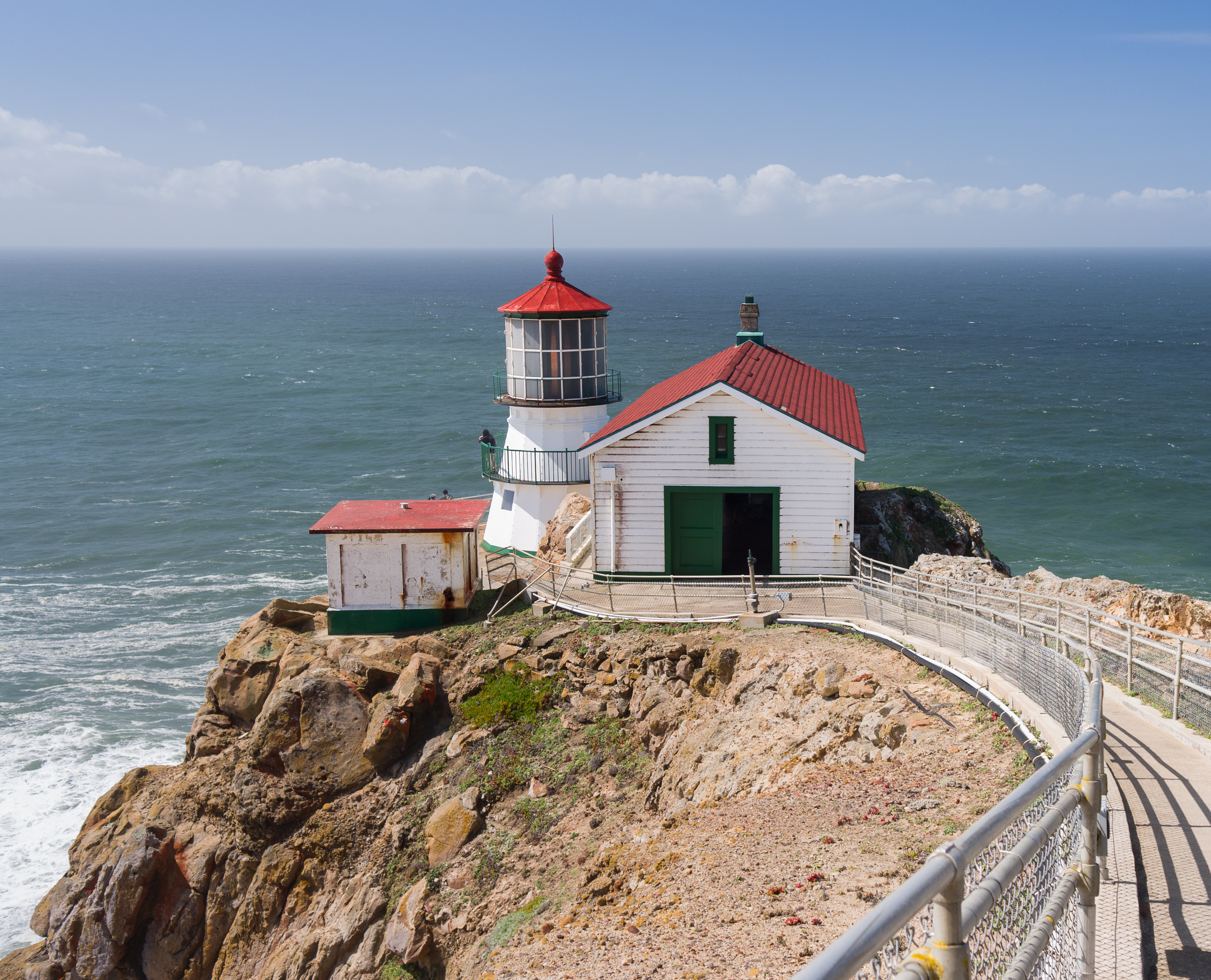
Faro de Point Reyes, lugar donde se filmaron la mayoría de las escenas de Adrienne Barbeau.

- Adrienne Barbeau como Stevie Wayne.
- Jamie Lee Curtis como Elizabeth Solley.
- Janet Leigh como Kathy Williams.
- John Houseman como Mr. Machen
- Tom Atkins como Nick Castle.
- James Canning como Dick Baxter.
- Charles Cyphers como Dan O'Bannon.
- Nancy Loomis como Sandy Fadel.
- Ty Mitchell como Andy Wayne.
- Hal Holbrook como Padre Malone.
- John F. Goff como Al Williams.
- George 'Buck' Flower como Tommy Wallace.
- Darwin Joston como Dr. Phibes
- Rob Bottin como Blake.
- John Carpenter como Bennett.

## Recepción
La película obtuvo durante su pase por salas cinematográficas de Estados Unidos una positiva recepción recaudando 20 millones de dólares partiendo de un presupuesto de 1 millón. Obtiene valoraciones mayoritariamente positivas entre los críticos y en los portales de información cinematográfica. La redacción de la revista Fotogramas le otorga una puntuación de 3 sobre 5 incidiendo que "aunque no llegue a aprovechar todas las posibilidades de la historia, sus resultados evidencian una impecable belleza mortuoria". Adrián Massenet para EspinOf indica que "No creo que La niebla sea, como dice mi socio, “una puta obra maestra”, pero no hay duda de que es una película tremendamente inteligente, que da miedo de una forma muy poderosa, y que sobre todo, y principalmente, es un estudio sobre el miedo".
Mark Dining en Empire le da una valoración de 4 sobre 5 indicando "es una de las películas más audaces, visualmente impresionantes y sinceras de Carpenter". Chris Auty para Time Out la valora positivamente indicando que "la simplicidad del estilo es magistral. La confianza de Carpenter es escandalosa". Entre los críticos que tienen opiniones menos positivas destaca Roger Ebert, que le otorga una valoración de 2 sobre 4, y señala como carencia "el problema es la niebla(...) La película está hecha con estilo y energía, pero necesita un villano mejor". La redacción de Variety incide en que "John Carpenter no es nada sutil en su enfoque. La premisa es obvia casi desde el primer fotograma. La exposición y la ambientación están bien establecidas".
En Rotten Tomatoes obtiene una calificación de "fresco" para el 74% de las 66 críticas profesionales y para el 64% de los 49.480 usuarios. En IMDb obtiene una puntuación de 6,8 sobre 10 con 63.550 valoraciones. En FilmAffinity obtiene una calificación de 6,2 sobre 10 para los 7.461 votos reseñados en la web.